# District de Xiaoshan
Le district de Xiaoshan (萧山区 ; pinyin : Xiāoshān Qū) est une subdivision administrative de la province du Zhejiang en Chine. Il est placé sous la juridiction de la ville sous-provinciale de Hangzhou.

## Démographie
La population du district était de 1 138 924 habitants en 1999.